# Médaille Florey
Pour les articles homonymes, voir Florey.
La médaille Florey, également connue sous le nom de CSL Florey Medal  et de Florey Medal for Lifetime Achievement. est un prix australien pour la recherche biomédicale nommé en l'honneur du lauréat australien du prix Nobel Howard Florey. La médaille est décernée tous les deux ans et le récipiendaire reçoit 50 000 $ en prix.

## Histoire
La médaille a été décernée pour la première fois en 1998, à l'occasion du centenaire de la naissance de Florey. Il est administré par l'Australian Institute of Policy & Science et a été parrainé par F H Faulding (en) puis Mayne (lorsqu'ils ont repris Fauldings), Merck Sharp & Dohme et elle est actuellement parrainée par CSL Limited.

## Lauréats
Les lauréats précédents sont  :
- 1998 – Barry Marshall et Robin Warren pour leurs travaux sur Helicobacter pylori et son rôle dans la gastrite et l'ulcère gastroduodénal
- 2000 – Jacques Miller pour des travaux sur la fonction du thymus
- 2002 – Colin Masters pour ses  recherches sur la maladie d'Alzheimer
- 2004 – Peter Colman pour sa recherche en biologie structurale
- 2006 – Ian Frazer pour le développement du vaccin Gardasil contre le cancer du col de l'utérus
- 2009 –  John Hopwood pour la recherche et l'application clinique dans les maladies lysosomales
- 2011 – Graeme Clark pour son invention de l'implant cochléaire [6]
- 2013 – Ruth Bishop pour son travail sur la compréhension du rotavirus et la création d'un vaccin[7]
- 2015 – Perry Bartlett (en) pour ses découvertes qui ont transformé notre compréhension du cerveau [8]
- 2017 – Elizabeth Rakoczy (en) du Lions Eye Institute de l'Université d'Australie-Occidentale pour ses travaux sur une nouvelle thérapie génique pour la dégénérescence maculaire liée à l'âge humide[9].
- 2019 – David Vaux et Andreas Strasser du Walter and Eliza Hall Institute pour leurs travaux sur la révélation des liens entre la mort cellulaire et le cancer[10],[2].